# 권태한 (1871년)
권태한(權泰翰, 1871년 음력 11월 13일 ~ ?년 ?월 ?일)은 대한제국과 일제강점기의 군인이다.

## 생애
본관은 안동이다. 전보국 주사를 지내는 등 관리로 일하던 중, 1895년에 사관양성소 학도로 선발되어 일본에 유학했다. 일본육군사관학교를 제8기 특별과정으로 졸업하고, 1896년 귀국하여 대한제국 육군무관학교 교관을 지냈다.
1904년에는 육군무관학교 학도대 중대장에 임명되고, 군제의정소 위원을 맡았다. 같은 해 참령으로 승진하고 육군무관학교 교관으로 계속 근무하다가 1907년에 대한제국 군대 해산으로 군대가 해산되었다.
군대 해산 후에도 일본 제국 측은 옛 대한제국군 고급 장교들로 구성된 친위부에 일본육사 출신 무관을 반 강제로 배치시켜 완충 역할을 하도록 강요했으며, 권태한도 친위부에 소속되었다. 1910년 한일 병합 조약이 체결된 뒤 조선주차군사령부에서 계속 근무했다. 1923년에 일본군 보병 대좌에 올랐다. 일본 정부로부터 훈6등 서보장을 수여받았다.
2008년 민족문제연구소가 발표한 친일인명사전 수록예정자 명단 중 군 부문에 선정되었다.

## 같이 보기
- 일본육군사관학교

## 참고 자료
- 권태한(權泰翰) - 국사편찬위원회